# Mountain Lodge Park
Mountain Lodge Park es un lugar designado por el censo ubicado en el condado de Orange, estado de Nueva York, Estados Unidos. Según el censo de 2020, tiene una población de 1910 habitantes.
En los Estados Unidos, un lugar designado por el censo (traducción literal de la frase en inglés census-designated place, CDP) es una concentración de población identificada por la Oficina del Censo exclusivamente para fines estadísticos.

## Geografía
Está ubicado en las coordenadas 41°23′12″N 74°8′30″O / 41.38667, -74.14167 (41.386534, -74.141761).